# جزيرة سيرودونغ
جزيرة سيرودونغ وهي جزيرة من جزر إندونيسيا، وتتبع إقليم كليمنتان الجنوبية في إندونيسيا.